# Autoridade Nacional da Herança Cultural (Suécia)
A Autoridade Nacional da Herança Cultural (em sueco:  Riksantikvarieämbetet) é uma agência governamental sueca, subordinada ao Ministério da Cultura.
Está vocacionada para gerir os assuntos relacionados com a herança cultural do país.

A sede da agência está localizada na cidade de Estocolmo, tendo uma filial na cidade de Visby, na ilha da Gotland e outra no subúrbio estocolmense de Tumba.

Conta com cerca de 220 funcionários.